# Винтовая линия

Правая винтовая линия (cos t, sin t, t) с t = 0 до 4π

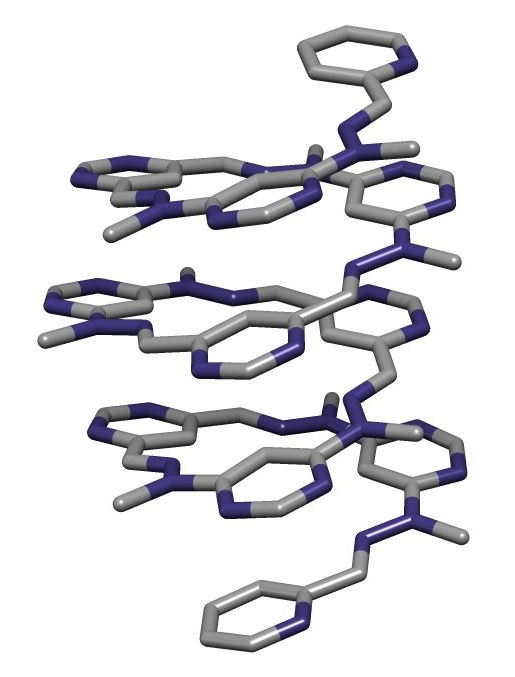
Кристаллическая правовинтовая молекулярная структура, по работе сотрудников Lehn, из Helv. Chim. Acta., 2003, 86, 1598—1624

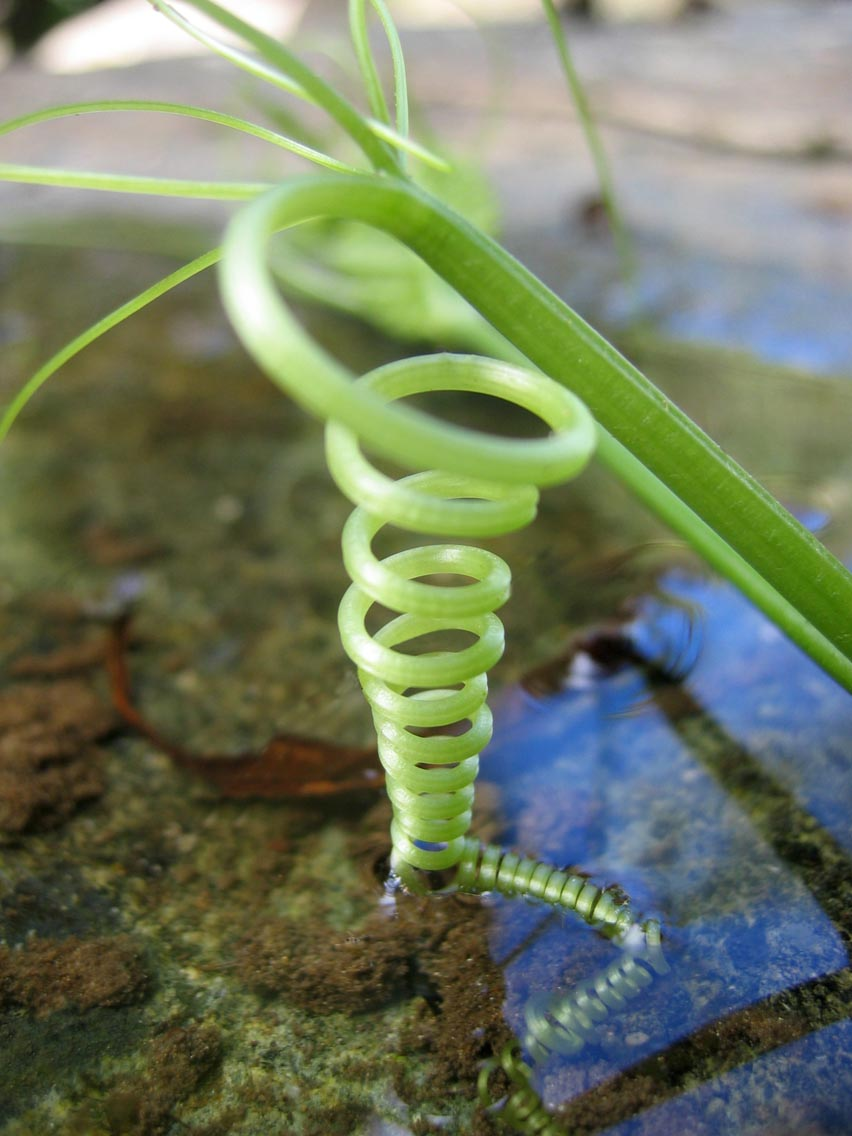
Естественное закручивание усиков винограда (левая спирально-винтовая)

Винтовая ли́ния — кривая в трёхмерном пространстве, расположенная на круглом цилиндре или круглом конусе и пересекающая образующие под одинаковым углом.
Цилиндрическая винтовая линия задаётся в прямоугольных координатах параметрическими уравнениями вида:
{\displaystyle t\mapsto (a\cdot \cos t,a\cdot \sin t,b\cdot t)},
или в иной записи:
{\displaystyle x(t)=a\cdot \cos t,}
{\displaystyle y(t)=a\cdot \sin t,}
{\displaystyle z(t)=b\cdot t},
где {\displaystyle a,b} — вещественные константы, не равные нулю.
Проекция цилиндрической винтовой линии на плоскость {\displaystyle x,y} представляет собой окружность.
Коническая винтовая линия (также спирально-винтовая линия), определяется параметрическими уравнениями вида:
{\displaystyle t\mapsto (a\cdot t\cdot \cos t,a\cdot t\cdot \sin t,b\cdot t)},
или:
{\displaystyle x(t)=a\cdot t\cdot \cos t}
{\displaystyle y(t)=a\cdot t\cdot \sin t}
{\displaystyle z(t)=b\cdot t}.
Проекция спирально-винтовой линии на плоскость {\displaystyle x,y} — спираль Архимеда.
Тело, имеющее форму винтовой линии, в разговорной речи часто называют спиралью, что не совсем корректно, так как в математике спиралями называют некоторый класс плоских кривых.

## «Правые» и «левые» винтовые линии
Существуют зеркально-симметричные винтовые линии. «Правыми» винтовыми линиями принято называть линии, порождаемые по «правилу буравчика» или по «правилу правой руки». Это свойство винтовых линий называют хиральностью — «правая хиральность» и «левая хиральность». Пару зеркально-симметричных винтовых линий называют энантиоморфами. Если коэффициент {\displaystyle b} в параметрическом задании цилиндрической винтовой линии в правой тройке координат положителен, то такую линию называют «правой», если отрицателен — то «левой».
Подавляющее число резьб, применяемых в машиностроении, у крепёжных метизов имеют «правую» резьбу, или «правую» хиральность, то есть завинчивание производится по часовой стрелке. «Левые» резьбы используются очень редко — в специальных применениях, например для предотвращения самоотвинчивания шкивов с валов механизмов.

## Элементы и свойства
Величину {\displaystyle 2\cdot \pi \cdot b} называют шагом винтовой линии, геометрически это расстояние между соседними витками линии, отсчитанное вдоль образующей цилиндра.
Все винтовые линии являются линиями откоса, то есть касательные к ним образуют постоянный угол с некоторым постоянным направлением. Как и у всякой линии откоса, у цилиндрической винтовой линии кривизна {\displaystyle C} и кручение {\displaystyle S} постоянны в любой точке и описываются выражениями
{\displaystyle C={\frac {|a|}{a^{2}+b^{2}}}},
{\displaystyle S={\frac {b}{a^{2}+b^{2}}}}.
Элемент длины
{\displaystyle dL=dt\cdot {\sqrt {a^{2}+b^{2}}}}.
Угол {\displaystyle \Phi } между касательной к цилиндрической винтовой линии и касательной к окружности цилиндра в этой же точке называют углом наклона, он равен:
{\displaystyle \Phi =\arctan({\tfrac {b}{a}})}.

## Примеры тел в виде винтовой линии
Форму винтовой линии имеют, например, следующие молекулы:
- ДНК — двойная спираль (двойной винт),
- РНК,
- актиновая нить — двойная спираль,
- кальмодулин,
- молекулы, имеющие хиральность,
- аспарагиназа,
- движение заряженных частиц под острым углом к магнитному полю.

Формы винтовых линий имеют также многие детали машин и механизмов — пружины, часть винтовых свёрл, соединительные винты, болты, шпильки, винты (шнеки) мясорубок, экструдеров, винт Архимеда, шнеки снегоуборщиков и другие (реализуют винтовую поверхность — геликоид).

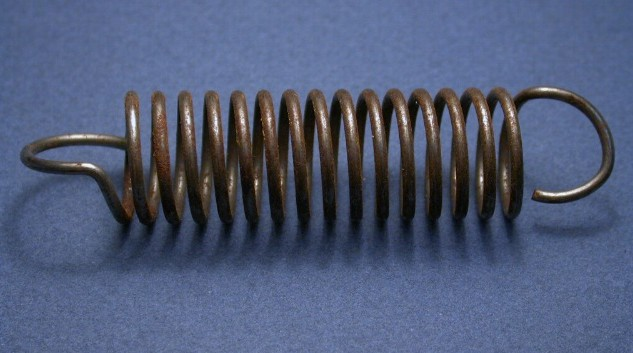
Правовинтовая пружина

## Вариации и обобщения
- Винтовая линия — частный случай линии откоса.